# Yussuf Saleh
Yussuf Saleh (en amharique : ዩሱፍ ያሲን ሳላህ; en arabe : يوسف صالح), né le 22 mars 1984 à Solna en Suède, est un footballeur international éthiopien, qui joue au poste de milieu de terrain. 
Il porte les couleurs du club suédois de l'AFC United depuis la saison 2015.

## Carrière
En 2006, Saleh commence sa carrière professionnelle en troisième division suédoise avec le club de Vasalunds IF et y reste deux saisons, quand le club de l'AIK Stockholm le recrute, durant l'été 2008. Il fait ses débuts en Allsvenskan contre l'IF Elfsborg le 10 août 2008. Saleh remporte le doublé Coupe-championnat à l'issue de la saison 2009 mais est prêté au Syrianska FC, un club de la banlieue de Stockholm qui participe au championnat de D2 afin de gagner un peu de temps de jeu. Durant son prêt, Saleh aide le club à obtenir sa promotion en première division pour la première fois de son histoire et la saison suivante, le prêt est prolongé et permet au joueur de disputer une saison complète en Allsvenskan. Lorsque son contrat avec l'AIK s'arrête, il signe un contrat d'un an avec Syrianska FC pour la saison 2012.

## Carrière internationale
Saleh est né en Suède de parents éthiopiens. En 2012, il est appelé en sélection par Sewnet Bishaw pour participer à la Coupe CECAFA des nations 2012, disputée en Ouganda. L'année suivante, il fait partie du groupe de 23 joueurs sélectionnés pour participer à la Coupe d'Afrique des nations 2013, que l'Éthiopie retrouve après 31 ans d'absence.

## Palmarès
- Championnat de Suède de football :
  - Vainqueur en 2009

- Coupe de Suède de football :
  - Vainqueur en 2009

- Supercoupe de Suède de football :
  - Vainqueur en 2010